# Gerichte im Fürstentum Schwarzburg-Sondershausen

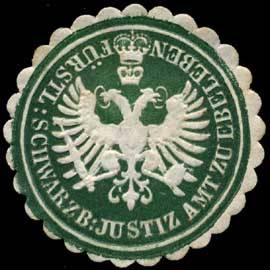
Siegelmarke Fürstlich Schwarzburger Justiz Amt zu Ebeleben

Dieser Artikel beschreibt die Gerichte im Fürstentum Schwarzburg-Sondershausen.

## Vor 1846
Eingangsgerichte waren die fürstlichen Justizämter, einige Stadträte und Patrimonialgerichte.
In der Unterherrschaft waren dies die Justizämter Sondershausen, Clingen, Ebeleben, Keula und Schernberg, die Stadträte in Sondershausen, Greußen und das Stadtamt Großenehrich und die Patrimonialgerichte Bellstedt, Bendeleben und Großfurra.
In der Oberherrschaft waren dies die Justizämter Arnstadt mit Käfernburg und Gehren, die Stadträte in Arnstadt und Plaue und die Patrimonialgerichte Behringen, Geschwenda und Kleinbreitenbach.
Richterliche Funktionen hatten auch die Konsistorien in Sondershausen und Arnstadt für Kirchen-, Schul- und Ehesachen, die Kammer und das Hofmarschallamt für Hofbedienstete, die beiden Militärgerichte (eines für die Grenadiergarde und eines für das Bundeskontingent) für Militärpersonen, das Bergamt Gehren für Bergsachen und das Forstkollegium Sondershausen für Forstsachen.
Mittelinstanz war die fürstliche Regierung Sondershausen für die Unterherrschaft und die fürstliche Regierung Arnstadt für die Oberherrschaft. Oberstes Gericht war das gemeinsame Oberappellationsgericht Zerbst.

## Ordentliche Gerichtsbarkeit ab 1846
Noch vor der Märzrevolution 1848 kam auch in Schwarzburg-Sondershausen die Forderung nach einer Trennung der Rechtsprechung von der Verwaltung auf. Mit höchstem Rescript, die anderweite Organisation der Justiz betreffend vom 22. Dezember 1846 wurde diese Forderung teilweise umgesetzt. Zwar blieben die städtischen und die Patrimonialgerichte bestehen, so wurde auf dem Land die Rechtsprechung in Justizämtern als Eingangsinstanz und Landgerichten als zweiter Instanz zusammengefasst. Als Landgerichte wurde das Landgericht Sondershausen und das Landgericht Arnstadt eingerichtet. Die Patrimonialgerichte wurden mit dem Gesetz über die Aufhebung der Patrimonialgerichtsbarkeit vom 22. Juni 1849 abgeschafft. Mit dem 20. Gesetz „wegen der künftigen Einrichtung der Rechtspflege“ vom 3. April 1850 ordnete Fürst Günther Friedrich Carl II. eine neue Gerichtsstruktur an, die die gesamte Rechtsprechung vereinheitlichte. An der Spitze stand das Oberappellationsgericht Jena, dass auch für Schwarzburg-Sondershausen zuständig war. Ein gemeinsames Appellationsgericht für die thüringischen Staaten war darunter angesiedelt. Die zweite Instanz bildeten zwei Kreisgerichte: Das Gemeinschaftliche Kreisgericht Arnstadt und das Gemeinschaftliche Kreisgericht Sondershausen als Nachfolger der bisherigen Landgerichte und Stadtgerichte. Die erste Instanz bildeten Justizämter. Diese sollten einen Gerichtsbezirk haben, der zwischen fünf- und neuntausend Gerichtsinsassen hatte. Der Zersplitterung der thüringischen Staaten Rechnung tragend, konnten diese Justizämter auch das Gebiet mehrere Staaten umfassen. Für die Unterherrschaft wurden die Justizämter Sondershausen, Ebeleben, Keula und Greußen eingerichtet. Für die Oberherrschaft waren dies die Justizämter Arnstadt, Gehren und Großbreitenbach.
Mit Inkrafttreten des Gerichtsverfassungsgesetzes am 1. Oktober 1879 wurde die Justizämter aufgelöst oder in Amtsgerichte umgewandelt und gleichzeitig im Instanzenzug dem Landgericht Erfurt und dem Oberlandesgericht Naumburg unterstellt.
Es bestanden nun die fünf Amtsgerichte
- Amtsgericht Arnstadt
- Amtsgericht Ebeleben
- Amtsgericht Gehren
- Amtsgericht Greußen
- Amtsgericht Sondershausen[5]

Infolge der Eingliederung des Freistaates Schwarzburg-Sondershausen nach Thüringen am 1. Mai 1920 wurden die Amtsgerichte in Arnstadt und Gehren dem Landgericht Gotha nachgeordnet.

## Verwaltungsgerichtsbarkeit
Mit Wirkung zum 1. Oktober 1912 wurden im Fürstentum Schwarzburg-Sondershausen zwei Bezirksverwaltungsgerichte eingerichtet. Das Bezirksverwaltungsgericht Sondershausen war für die Unterherrschaft, das Bezirksverwaltungsgericht Gehren für die Oberherrschaft zuständig. Übergeordnetes Verwaltungsgericht war das gemeinschaftliche Thüringische Oberverwaltungsgericht in Jena. Dieses war daneben noch für die Verwaltungsgerichte in Schwarzburg-Rudolstadt, Sachsen-Weimar und Sachsen-Altenburg zuständig.